# 착색제

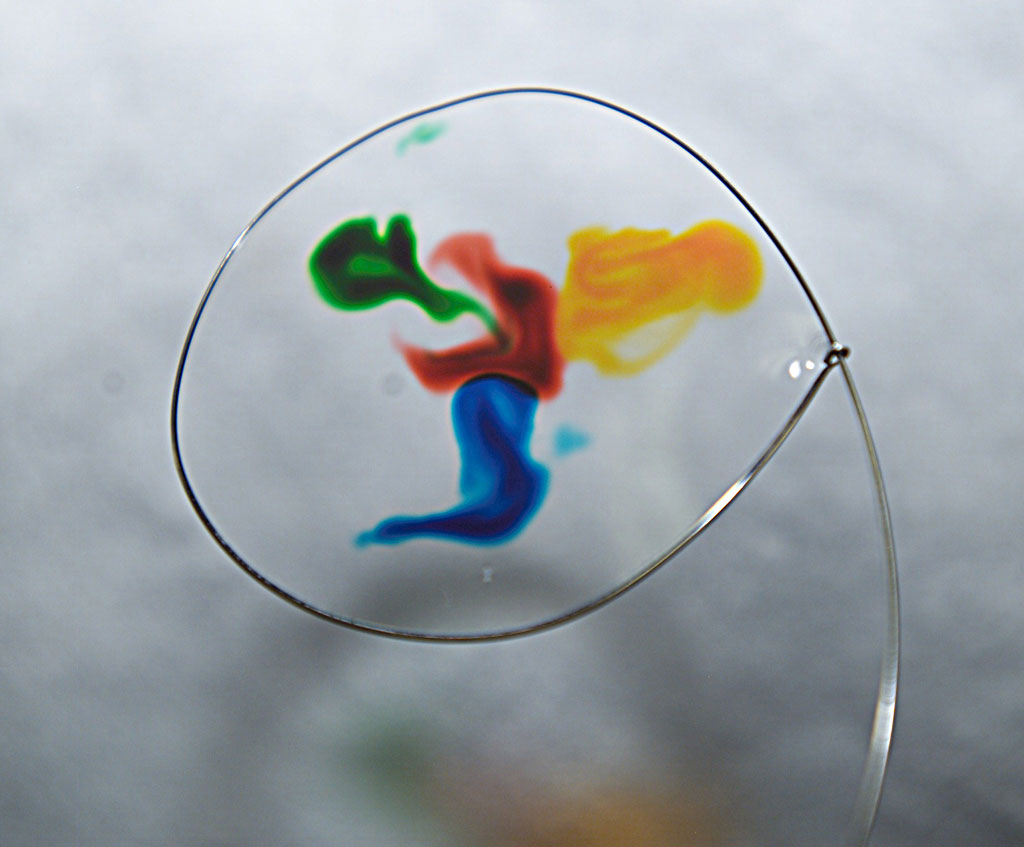
국제 우주 정거장에서 얇은 워터 필름에 퍼뜨린 착색제.

착색제(着色劑)는 색을 바꿀 목적으로 음식이나 음료에 첨가하는 용액, 파우더, 물질의 하나이다. 착색제는 상업용 식품과 요리 환경에서 모두 사용된다. 착색제는 안정성과 광범위한 이용성으로 인하여 교육과 같이 음식이 아닌 환경에서도 널리 쓰이고 있다. 크게 천연 색소와 합성 색소로 나뉘며, 음식에 쓰일 때에는 일반적으로 색을 바꾸어 식욕을 돋우기 위하여 식용 색소로 쓰인다.

## 목적
착색제를 이용하는 이유 가운데 몇 가지를 예를 들면 다음과 같다.
- 빛, 공기, 극한의 온도, 수분, 저장 조건으로 인한 색의 손실 감쇄
- 자연스럽게 발현하는 색 강화
- 음식에 실체를 부여
- 빛으로 인하여 피해를 입을 수 있는 맛과 비타민 보호
- 케이크 아이싱(cake icing)과 같은 꾸밈 및 예술 목적
- 생일 따위의 축하

## 같이 보기
- 식품 첨가물
- 식용색소 적색 제2호
- 식용색소 적색 제3호
- 식용색소 적색 제40호
- 식용색소 적색 제102호
- 식용색소 황색 제4호
- 식용색소 황색 제5호
- 식용색소 녹색 제3호
- 식용색소 청색 제1호
- 식용색소 청색 제2호